# Canal discret
Pour les articles homonymes, voir discret.
Cet article court présente un sujet plus développé dans : Système discret.
Un canal discret est un canal de communication qui transmet un nombre fini de symboles. C'est un élément de système discret qui n'effectue aucun traitement de l'information.
La théorie de l'information montre que transmettre un nombre fini de symboles équivaut à transmettre leur identification par un nombre entier. Les nombres entiers définis sur un intervalle se codent aisément en numération binaire. Le plus souvent, un canal discret est un canal binaire qui ne transmet donc que 0 ou 1, c'est-à-dire des bits d'information.
En théorie des codes, le codage de source prévoit un canal sans bruit, c'est-à-dire avec la certitude qu'un état du décodeur, en fin de canal, correspond à l'état du codeur, émettant le signal. Au contraire, un canal avec bruit connaît, pour un signal, une probabilité d'erreur, qui sert à modéliser le codage de canal.